# علم الكونيات غير المتجانس

علم الكونيات

«علم الكونيات غير المتجانس» (بالإنجليزية: Inhomogeneous cosmology)‏ هو نظرية في علم الكون (الذي هو نموذج فلكي يصف أصل الكون المادي وتطوره)، والذي يفترض، على عكس نموذج التوافق الكوني المقبول على نطاق واسع حاليًا، أن عدم التجانس في توزيع المادة عبر الكون يؤثر على قوى الجاذبية المحلية (أي على المستوى المجري) بما يكفي لتشويه نظرتنا للكون. عندما نشأ الكون، كانت المادة مُوزعةً بشكل متجانس، لكن على مدى مليارات السنين، تكتلت المجرات وعناقيد المجرات والعناقيد الفائقة، ما أدى إلى تشويه الزمكان من حولها وفقًا لنظرية النسبية العامة الخاصة بـ «آينشتاين». في حين أن نموذج التوافق يقر بهذه الحقيقة، فهو يفترض أن عدم التجانس هذا غير كافٍ للتأثير على متوسطات الجاذبية على نطاق واسع في عمليات الرصد. عندما زعمت دراستان منفصلتان بين عامي 1998 و1999 أن المستعرات العظمى عالية الانزياح الأحمر كانت أبعد مما أظهرت حساباتنا، اقتُرح أن توسع الكون يتسارع، وأن الطاقة المظلمة -وهي طاقة تنافر متأصلة في الفضاء- هي سبب هذا التسارع. في حين أن طبيعتها وأصلها لم يُفسرا بعد، غالبًا ما يُزعم أن الطاقة المظلمة تشكل نحو 70% من كثافة طاقة الكون. شككت المزيد من الدراسات الحديثة الدلالة الإحصائية لهذه الادعاءات، واستُنتج أن التدفق الكتلي للكون المحلي قد أسيء تمثيله على أنه طاقة مظلمة في دراسات المستعرات العظمى.
يفترض علماء الكون غير المتجانس أن ردود فعل الخلفية للهياكل الأكثر كثافة في الزمكان، وكذلك تلك الخاصة بالفراغات الفارغة للغاية، هي مهمة لدرجة أنها تشوه فهمنا للزمن ورصدنا للأجرام البعيدة في حالة لم تُؤخذ بعين الاعتبار. في 1997 و2000، بعد نشر «توماس بوخيرت» معادلات مُشتقة من النسبية العامة سمحت بتضمين التغيرات المحلية في الجاذبية، اقتُرح عدد من النماذج الكونية التي اعتبرت أن تسارع الكون هو في الواقع تفسير خاطئ لرصدنا الفلكي وأن الطاقة المظلمة غير ضرورية لتفسيرها. على سبيل المثال، اقترح «ديفيد ويلتشير» في عام 2007 نموذجًا (علم الكون الزمني) أدت فيه ردود فعل الخلفية إلى تدفق الزمن بشكل أبطأ أو بشكل أسرع في الفراغات، ما أوهمنا أن المستعرات العظمى التي رُصدت عام 1998 أبعد مما كانت عليه. قد يعني علم الكون الزمني أيضًا أن توسع الكون يتباطأ في الواقع.

## نظرة تاريخية

### نموذج الكون العياري
ينبع الصراع بين هذين النموذجين من عدم مرونة نظرية النسبية العامة الخاصة بآينشتاين، التي تظهر كيف تنتج الجاذبية من تفاعل المادة والمكان والزمان. لخص الفيزيائي «جون ويلر» جوهر النظرية على النحو التالي: «تحدد المادة طريقة انحناء المكان، في حين يحدد المكان طريقة تحرك المادة». مع ذلك، من أجل بناء نموذج كوني عملي، يجب أن تكون جميع الحدود على جانبي معادلات أينشتاين متوازنة: المادة (أي كل الأجسام التي تشوه الزمان والمكان)، وانحناء الكون والسرعة التي يتوسع بها الزمكان. باختصار، يتطلب النموذج كمية معينة من المادة لإنتاج انحناءات ومعدلات توسع معينة.
من ناحية المادة، تستند جميع علوم الكون الحديثة على المبدأ الكوني، الذي ينص على أنه بغض النظر عن الاتجاه الذي ننظر إليه من الأرض، لا يختلف الكون في أساسه: أي أنه متجانس وموحد الخواص (موحد في جميع الأبعاد). نشأ هذا المبدأ من تأكيد «كوبرنيكوس» على عدم وجود راصدين مميزين في الكون وأن موقع الأرض فيه ليس مميزًا (أي أن الأرض ليست مركز الكون، كما كان يُعتقد سابقًا). منذ نشر النسبية العامة في عام 1905، سهّل هذا التجانس وتوحد الخواص عملية ابتكار النماذج الكونية إلى حد كبير.
من ناحية انحناء الزمكان وشكل الكون، يمكن أن يكون الكون مُغلقًا (بانحناء إيجابي، على نفسه كما لو كان على سطح كروي رباعي الأبعاد)، أو مفتوحًا (بانحناء سلبي، أي أن الزمكان ينحني نحو الخارج)، أو مسطحًا (بانحناء صفري، مثل سطح ورقة مسطحة رباعية الأبعاد).
نبعت الصعوبة الحقيقية الأولى من طبيعة توسع الكون، لأنه في عام 1905 وقبله، كان يُفترض أن يكون الكون ساكنًا، أي لا يتوسع ولا يتقلص. مع ذلك، تنبأت جميع حلول آينشتاين لمعادلاته في النسبية العامة بأن الكون ديناميكي. لذلك، من أجل جعل معادلاته متسقة مع الكون الساكن الظاهري، أضاف آينشتاين ثابتًا كونيًا، مثل طاقةً إضافيةً غير مُبررة. لكن عندما أثبتت عمليات رصد «جورج لوميتر» و«إدوين هابل» في أواخر عشرينات القرن العشرين فكرة توسع الكون (المُشتقة من النسبية العامة) الخاصة بـ «ألكسندر فريدمان»، أصبح الثابت الكوني غير ضروري، ووصفه أينشتاين بأنه «أعظم اختصاصي».
مع اختفاء هذا الحد من المعادلة، اشتق آخرون حل «فريدمان لوميتر روبرتسون ووكر» (إف إل آر دبليو) لوصف الكون المتوسع، وهو حل مبني على افتراض أن الكون مسطح متجانس موحد الخواص. أصبح نموذج إف إل آر دبليو أساس النموذج العياري للكون الناشئ عن الانفجار العظيم، وقد ساعدت الأدلة الرصدية الإضافية على تحسينه. على سبيل المثال، يبدو أن بيانات إشعاع الخلفية الكونية الميكروي (سي إم بي) تثبت نموذج الكون الأملس والمتجانس في الغالب والمسطح (على الأقل عندما كان عمره 400000 عام تقريبًا). في سبعينات القرن العشرين، بعد رصد دوران مجرات وعناقيد مجرية بشكل أسرع مما ينبغي دون أن تتفكك مبتعدةً عن بعضها، بدا أن ذلك يثبت وجود المادة المظلمة أيضًا، ما يؤكد ما استنتجه «جاكوبس كابتين» و«جان أورت» و«فريتز زويكي» في عشرينات وثلاثينات القرن العشرين وهو ما يوضح مرونة النموذج العياري. يُعتقد أن المادة المظلمة تشكل نحو 23% من كثافة طاقة الكون.

### الطاقة المظلمة
زاد رصد آخر في عام 1998 الأمور تعقيدًا: وجدت دراستان منفصلتان أن هناك مستعرات عظمى بعيدة أخفت ما هو متوقع في الكون الآخذ بالتوسع بثبات. أي أن هذه المستعرات العظمى لم تكن تبتعد عن الأرض فحسب، بل كانت تتسارع أيضًا. وفقًا للحسابات، بدأ تسارع الكون قبل حوالي 5 مليارات عام. نظرًا إلى تأثير الكبح الجذبوي الذي تؤثر به جميع المواد على هذا التوسع، أُعيد تضمين نسخة مُعدلة من ثابت آينشتاين الكوني لتمثيل طاقة متأصلة في الفضاء، وبالتالي لموازنة المعادلات لوصف نموذج الكون المُسطح المتسارع. أعطى ذلك معنى جديد لثابت آينشتاين الكوني، فمن خلال إعادة تضمينه في المعادلات لتمثيل الطاقة المظلمة، يمكن وصف الكون المسطح المتسارع بمعدل متزايد.
على الرغم من أن طبيعة هذه الطاقة لم تُشرح بشكل كافٍ، فإنها تشكل نحو 70% من كثافة الطاقة في الكون وفقًا لنموذج التوافق. لذا، عند تضمين المادة المظلمة، يُفسر نحو 95% من كثافة طاقة الكون في نموذج التوافق من خلال ظواهر استُدل عليها ولكن لم تُفسر بالكامل ولم تُرصد بشكل مباشر. ما يزال معظم علماء الكون يقبلون نموذج التوافق، على الرغم من أن الصحفي العلمي «أنيل أنانثسوامي» يصف هذا الاتفاق بأنه «معتقد غير مستقر».